# カルロ・アントニオ・マリーノ
カルロ・アントニオ・マリーノ（Carlo Antonio Marino, 1670年頃 - 1717年頃）は、イタリアの作曲家、ヴァイオリニスト。

## 生涯
アルビーノ出身。ベルガモのサンタ・マリア・マッジョーレ教会で聖歌隊員として音楽教育を受け、1686年に教会楽団のヴァイオリニストとなり、1700年から1705年には首席奏者を務めた。その後北イタリアの各地の歌劇場で指揮者を務めた。またピエトロ・ロカテッリの師である可能性もある。
作品には室内ソナタ集、組曲、協奏曲などがある。作風はアルカンジェロ・コレッリの影響を受けている。

## 文献
- Evaristo Pagani:Ricerca su Marino (o Marini) Carlo Antonio, Albino 1997.